# Notoernodes stoltzei
Notoernodes stoltzei is een schietmot uit de familie Beraeidae. De soort komt voor in het Afrotropisch gebied.